# Mihai Păcurar
Mihai Păcurar (n. 10 iulie 1955, Arad) a fost un sculptor român.

## Biografie
- Studii: Institutul de Arte Plastice „Ion Andreescu” Cluj-Napoca, promoția 1983, clasa profesorului Eugen Gocan .
- Membru al Uniunii Artiștilor Plastici din România (UAP) și al Asociației Internaționale a Artiștilor Plastici, Paris A.I.A.P.[1]
- Membru activ al Filialei U.A.P. Arad din anul 1976 și din anul 1995 membru al biroului de

conducere al acestei filiale U.A.P.
- Șef de catedră Arte Plastice al Liceului de Artă „Sabin Drăgoi” Arad;
- Membru al Comisiei Naționale de Specialitate la Ministerul Educației și Cercetării.

## Expoziții

### Expoziții personale
- Galeria „Filo” Cluj-Napoca 1982.
- Galeria „Alfa” Arad 1983.
- Galeria „Desnoye” Saint Cypriene, Franța 1992.
- Galeria „Partere” Florența, Italia 1993.
- Centrul Cultural Român Budapesta,1994.
- Galeria Națională „Delta” Arad 1996.
- Galeria „Montgeron” Paris 1997.
- Galeria Kaposvar, Ungaria 1997.
- Galeria orașului Dudelange Luxenburg 1997.
- Centrul Cultural Slovac București 1997.
- Galeria „Hofmans” Saarlouis, Germania 1999.
- Galeria Națională „Delta” Arad 2000.
- Galeria orașului Cochen Zeel Germania 2001.
- Galeria Națională „Delta” Arad 2005-11-28.

### Simpozioane de sculptură
- 1984 Căsoaia, Arad „Cuplu”, piatră 280x200x180cm.
- 1986 - Izvorul Mureș „Regele lor”, piatră 210x160x200cm.
- 1987 - Ineu, Arad „Poartă”, piatră 360x200x120cm.
- 1989 - Macea, Arad „Somnul”, piatră 140x200x220cm.
- 1990 - Oarba de Mureș „In Memoriam”, piatră140x200x220cm.
- 1996 - Guehenno, Franța „Poarta”, granit440x 260x100cm.
- 1998 - Sharbrucken, Germania „gigantul” piatră, 1100x160x300cm.
- 2001 - Primul Simpozion Internațional de Sculptură „Brâncușiana”, Târgu-Jiu, România

„Masa lui”, piatră 180x500x400cm.
- 2001, 2005 - Simpozionul Internațional de Creație Dorobanți, România.

### Workshop-uri
- 1995 Bekescsaba, Ungaria;
- 1995 Saarbrucken, Germania;
- 1997 Saarbrucken, Germania;
- 1999 Saarbrucken, Germania.

### Expoziții internaționale
- 1995 - Bienala Internațională de Miniatură Stockolm.
- 2000 - Expoziția filialei Arad la Forum fur Kunst, Heidelberg, Germania.
- 2001 - Expoziția taberei de creație Dorobanți la Cochem Zeel, Germania.
- 2001-2005 Cultural Exchange Exhibition, Japan România, Tokio, Japonia.
- 2003 - Bienala Internațională de Miniatură Serbia-Muntenegru
- 2003 - Expoziția colectivă Kaposvar, Ungaria.
- 2004 - Expoziția „Arad Art” Pecs, Ungaria.
- 2005 - Expoziția colectivă Kaposvar, Ungaria.

### Expoziții naționale
- 1986, 2004, Bienala de sculptură mică Arad.
- 1987, 2003, Bienala de desen, Arad.

## Premii
- 1982 Premiul pentru sculptură la Festivalul Național de Creație al Studenților București.
- 1998 Premiul pentru sculptură U.A.P. Arad.
- 2000 Premiul publicului la Salonul Bienal de Sculptură Mică Arad.
- 2005 Premiul pentru sculptură la Bienala Internațională de Artă Contemporană Arad, România.

## Monumente
- 1973 Șofronia, „Virgil Iovănaș”, bust, bronz.
- 1975 București „Monumentul Soldatului”, piatră 400x120x100cm.
- 1986 Șiria „Străbunii”, piatră 200x700x200cm.
- Șiclău „Monumentul eroilor din al II-lea război mondial”, 700x400x250cm.
- 1990 Arad „Monumentul soldaților căzuți în revoluția din 1989”, piatră 200x450x180cm.
- 1990 „Nicolae Oncu”, bust, piatră artificială.
- 1993 Gyula, Ungaria „Liviu Rebreanu”, bust piatră.
- 1994 Gyula, Ungaria „Moise Nicoară”, bust piatră.
- 1997 Pecica „Gheorghe Lazăr”, bust bronz.
- 2001 Pecica „Roman Ciorogariu”, bust piatră.
- 2003 Arad „Ioan Slavici”, bust bronz.

## Lucrări și cronică
|  | Sculptura lui Mihai Păcurar se situează undeva în descendența a ceea ce aș numi eminentul val valoric impus de vreo trei decenii încoace de noile generații de sculptori. Genul cu exprimarea cea mai originală și mai constantă ca viziune și cutezanță a mijloacelor de expresie, din întreaga creație plastică contemporană. Mihai Păcurar se înscrie în această prelungă falangă a marii noastre sculpturi în care măiestria și spiritul unor Romul Ladea și George Apostu se conjugă în forme de o diversitate și continuitate niciodată finite. Compoziții tăiate în carnea catifelată a lemnului, dar și în piatră sau modelate în bronz sau lut ars, într-o viziune plastică marcată de intenții stilistice bine marcate, fac din Păcurar un asiduu cercetător al anatomiilor umane, deslușite însă prin prisma nu atât a armoniei lor renascentiste, ci mai mult prin trăirea convulsionată, spasmodică a existenței în această lume a stilurilor moderniste și experimentaliste. Firește, tematica religioasă, tratată în cheie temperat modernă, bazată pe controlul minuțios al detaliilor, dar și al ipostazierii ansamblului formelor concepute de artist, nu putea lipsi. Suita “sacrificiilor umane” ori a “Criștilor” și a “regilor arlechini”, susținute de o remarcabilă stăpânire a desenului - instrument de căpătâi în demersul oricărui sculptor care se respectă - pledează pentru actualele deschideri spirituale și problematice ale artistului. Trebuie adăugată la acest acord armonic cu figura și corpul uman, cu ale căror elemente jonglează adesea în captivitate jocuri parodice, tendința foarte motivată a artistului spre monumentalitate. Și într-o simplă miniatură a unui tors feminin, de pildă, această viziune se conturează cu pregnanță. | — Corneliu Antim |